# Alma (Geórgia)
Alma é uma cidade localizada no estado americano de Geórgia, no Condado de Bacon.

## Demografia
Segundo o censo americano de 2000, a sua população era de 3236 habitantes.
Em 2006, foi estimada uma população de 3477, um aumento de 241 (7.4%).

## Geografia
De acordo com o United States Census Bureau tem uma área de 15,0 km², dos quais 14,8 km² cobertos por terra e 0,2 km² cobertos por água. Alma localiza-se a aproximadamente 61 m acima do nível do mar.

## Localidades na vizinhança
O diagrama seguinte representa as localidades num raio de 36 km ao redor de Alma. 